# .de
.de è il dominio di primo livello nazionale assegnato alla Germania.
Prima della riunificazione della Germania, alla Repubblica Democratica Tedesca era stato riservato il dominio .dd, mai assegnato.
Secondo il gestore del dominio, al 2018 era uno dei domini più popolari al mondo, al terzo posto dietro .com e .cn.